# Wheeler (Nowy Jork)
Wheeler – miasto w Stanach Zjednoczonych, w stanie Nowy Jork, w hrabstwie Steuben.